# Discocheilus wui
Discocheilus wui är en fiskart som först beskrevs av Chen och Lan 1992.  Discocheilus wui ingår i släktet Discocheilus och familjen karpfiskar. IUCN kategoriserar arten globalt som otillräckligt studerad. Inga underarter finns listade i Catalogue of Life.